# Beaune-la-Rolande
Pour les articles homonymes, voir Beaune (homonymie) et Beaune-la-Rolande (homonymie).
Beaune-la-Rolande est une commune française située dans le département du Loiret en région Centre-Val de Loire.

## Toponymie
« Beaune » est l'évolution étymologique du mot gaulois latinisé « Belena », issu du dieu gaulois Belenos, divinité des eaux vives.
L'ancienne dénomination de Beaune a été remplacée officiellement par la dénomination  actuelle de Beaune-la-Rolande en 1823. Néanmoins, elle subsiste encore dans le langage courant, de façon minoritaire.
La ville tiendrait ce nom de Roland, un des premiers seigneurs de la cité.
Il a existé aussi, de façon très marginale, une 
La désignation d'usage Beaune-en-Gâtinais a presque totalement disparu après 1823 (il existait encore il y a peu un panneau indicateur à ce nom).
Contrairement à ce que l'on pourrait penser, le nom de Beaune-la-Rolande ne vient pas de la rivière qui traverse la ville. Ce serait la ville qui aurait donné son nom au cours d'eau de la Rolande (après 1823 donc).
Les communes anciennement homonymes étaient Beaune (Côte-d'Or), Beaune-d'Allier (Allier) et Beaune-sur-Arzon (Haute-Loire).

## Géographie

### Localisation

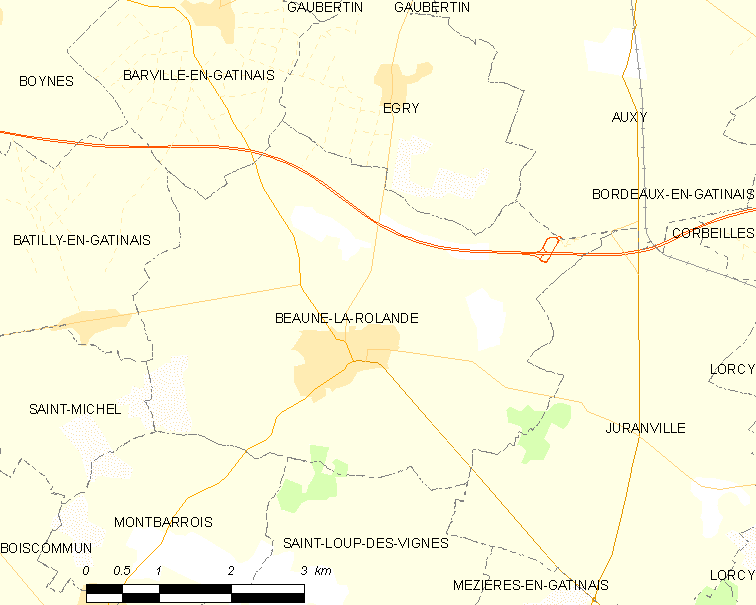
Carte de la commune de Beaune-la-Rolande et des communes limitrophes.

La commune de Beaune-la-Rolande se trouve dans le quadrant nord-est du département du Loiret, dans la région agricole du Gâtinais riche,.  À vol d'oiseau, elle se situe à 43,0 km  d'Orléans, préfecture du département et à 17,4 km de Pithiviers, sous-préfecture.
Les communes les plus proches sont : Saint-Loup-des-Vignes (3,3 km), Montbarrois (3,5 km), Égry (3,6 km), Batilly-en-Gâtinais (3,7 km), Saint-Michel (3,7 km), Boiscommun (5,1 km), Barville-en-Gâtinais (5,1 km), Juranville (5,2 km), Fréville-du-Gâtinais (5,2 km) et Mézières-en-Gâtinais (5,9 km).
| Barville-en-Gâtinais              | Égry                  | Auxy       |
| Batilly-en-Gâtinais, Saint-Michel | Beaune-la-Rolande     | Juranville |
| Montbarrois                       | Saint-Loup-des-Vignes | Juranville |

### Lieux-dits et écarts
Romainville, Foncerive, Vergonville, Orme, le Bois de la Leu, Marcilly, Jarisoy, les Saules.

### Relief et paysages
Le territoire de la commune comprend très peu de relief si l'on excepte l'intérieur de la ville et le lieu-dit la Montagne au sud.

### Géologie et relief

#### Géologie
La commune se situe dans le sud du Bassin parisien, le plus grand des trois bassins sédimentaires français. Cette vaste dépression, occupée dans le passé par des mers peu profondes et des lacs, a été comblée, au fur et à mesure que son socle s’affaissait, par des sables et des argiles, issus de l’érosion des reliefs alentour, ainsi que des calcaires d’origine biologique, formant ainsi une succession de couches géologiques.
Les couches affleurantes sur le territoire communal sont constituées de formations superficielles du Quaternaire et de roches sédimentaires datant du Cénozoïque, l'ère géologique la plus récente sur l'échelle des temps géologiques, débutant il y a 66 millions d'années. La formation la plus ancienne est celle du calcaire d'Étampes remontant à l’époque Oligocène de la période Paléogène. La formation la plus récente est celle es dépôts anthropiques remontant à l’époque Holocène de la période Quaternaire. Le descriptif de ces couches est détaillé dans  les feuilles «n°328 - Pithiviers» et «n°364 - Bellegarde-du-Loiret » de la carte géologique au 1/50 000ème du département du Loiret, et leurs notices associées,.

Carte géologique de la commune.

|  | X :  | dépôts anthropiques                                               |
|  | Fz : | alluvions récentes des lits mineurs, Holocène                     |
|  | FC : | alluvions et colluvions du fond des vallées secondaires, Holocène |

|  | qCM : | colluvions marneuses de versant, Quaternaires |
|  | qOE : | Limons et Loess, Quaternaire                  |

|  | p-qFCC : | sables de Lozère ou alluvions des '-Cailloutis culminants'-, Pliocène supérieur à Pléistocène inférieur, terrasse à +50 à 60 m |

|  | m2MSO : | marnes et sables de l'Orléanais, Burdigalien |
|  | m1MBl : | marne de Blamont, Aquitanien                 |
|  | m1CPi : | calcaire de Pithiviers, Aquitanien           |
|  | m1MGa : | molasse du Gâtinais, Aquitanien              |

|  | g1CEt : | calcaire d'Étampes, Stampien supérieur |

#### Relief
La superficie cadastrale de la commune publiée par l’Insee, qui sert de référence dans toutes les statistiques, est de 20,55 km2,. La superficie géographique, issue de la BD Topo, composante du Référentiel à grande échelle produit par l'IGN, est quant à elle de 20,57 km2. Son relief est relativement plat puisque la dénivelée maximale atteint 28 mètres. L'altitude du territoire varie entre 91 m et 119 m.

### Hydrographie
La rivière Rolande, qui prend sa source à quelques kilomètres de là, traverse la ville avant de se jeter dans le Fusain à Corbeilles-en-Gâtinais.

### Climat
Pour des articles plus généraux, voir Climat du Centre-Val de Loire et Climat du Loiret.
En 2010, le climat de la commune est de type climat océanique dégradé des plaines du Centre et du Nord, selon une étude du CNRS s'appuyant sur une série de données couvrant la période 1971-2000. En 2020, Météo-France publie une typologie des climats de la France métropolitaine dans laquelle la commune est exposée à un climat océanique altéré et est dans la région climatique Sud-ouest du bassin Parisien, caractérisée par une faible pluviométrie, notamment au printemps (120 à 150 mm) et un hiver froid (3,5 °C).
Pour la période 1971-2000, la température annuelle moyenne est de 10,9 °C, avec une amplitude thermique annuelle de 15,5 °C. Le cumul annuel moyen de précipitations est de 676 mm, avec 10,7 jours de précipitations en janvier et 7,5 jours en juillet. Pour la période 1991-2020, la température moyenne annuelle observée sur la station météorologique de Météo-France la plus proche, sur la commune de Ladon à 11 km à vol d'oiseau, est de 11,7 °C et le cumul annuel moyen de précipitations est de 685,3 mm,. Pour l'avenir, les paramètres climatiques de la commune estimés pour 2050 selon différents scénarios d'émission de gaz à effet de serre sont consultables sur un site dédié publié par Météo-France en novembre 2022.

## Urbanisme

### Typologie
Au 1er janvier 2024, Beaune-la-Rolande est catégorisée bourg rural, selon la nouvelle grille communale de densité à sept niveaux définie par l'Insee en 2022.
Elle est située hors unité urbaine et hors attraction des villes,.

### Occupation des sols
L'occupation des sols de la commune, telle qu'elle ressort de la base de données européenne d’occupation biophysique des sols Corine Land Cover (CLC), est marquée par l'importance des territoires agricoles (89,4 % en 2018), en diminution par rapport à 1990 (94,6 %). La répartition détaillée en 2018 est la suivante : 
terres arables (84,3 %), zones urbanisées (6,8 %), zones agricoles hétérogènes (5,1 %), zones industrielles ou commerciales et réseaux de communication (2,7 %), forêts (1,1 %). L’évolution de l’occupation des sols de la commune et de ses infrastructures peut être observée sur les différentes représentations cartographiques du territoire : la carte de Cassini (XVIIIe siècle), la carte d'état-major (1820-1866) et les cartes ou photos aériennes de l'IGN pour la période actuelle (1950 à aujourd'hui).

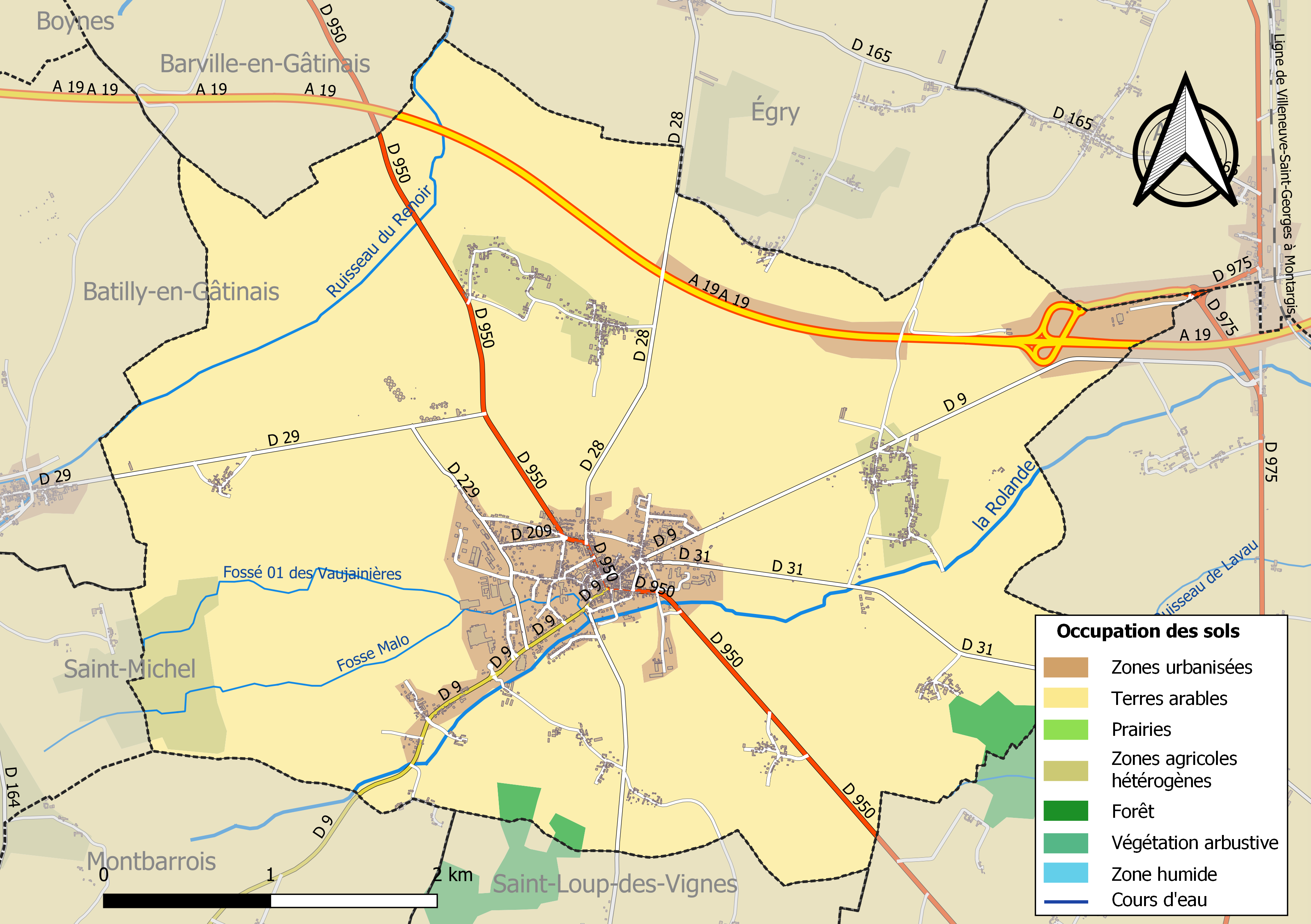
Carte des infrastructures et de l'occupation des sols en 2018 (CLC) de la commune en 2018.
Carte orthophotographique de la commune en 2016.

### Voies de communication et transports

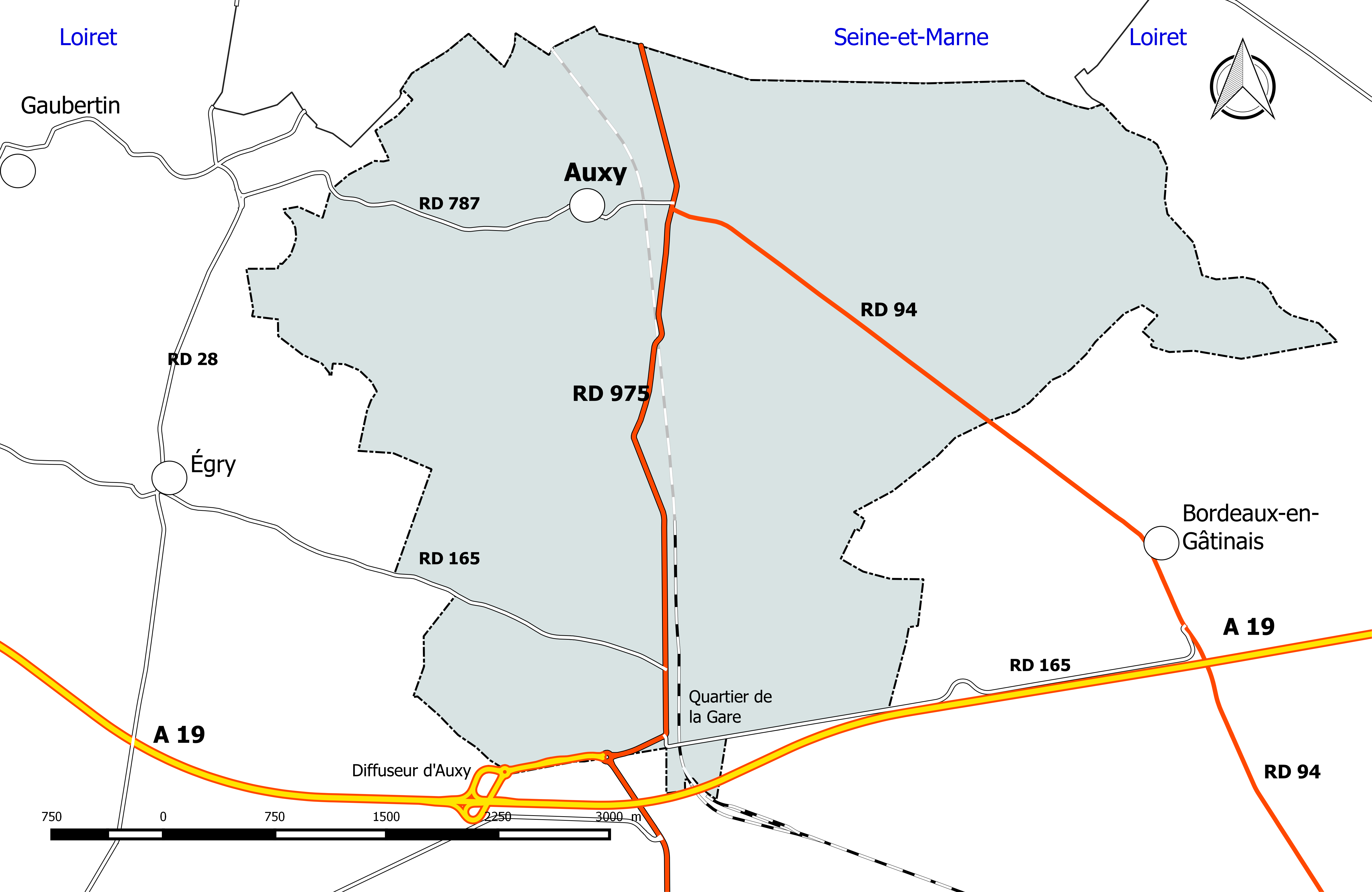
Réseau routier principal de la commune de Auxy (avec indication du trafic routier 2014).

#### Infrastructures routières
La commune est traversée par sept routes départementales : les RD 950, 9, 28, 29, 31, 209 et 229.
La route départementale 950 est une route à grande circulation qui relie Dadonville à Juranville. Elle supporte en 2014, dans la section traversant la commune, un trafic de 3 457 véhicules/jour dont 387 poids lourds (11,2 %).
Les six autres routes sont des routes à faible trafic (inférieur à 1500 véhicules/jour) :
- la RD 9 (996 véhicules/jour) relie Fay-aux-Loges à Auxy[28] ;
- la RD 28 (1 097 véhicules/jour) relie Beaune-la-Rolande à Desmonts[28] ;
- la RD 29 (883 véhicules/jour) relie Beaune-la-Rolande à Chambon-la-Forêt[28] ;
- la RD 31 (1 389 véhicules/jour) relie Beaune-la-Rolande à Nargis[28] ;
- la RD 209 (1 579 véhicules/jour) relie la RD 229 à la RD 950, sur le territoire communal[28] ;
- la RD 229 (800 véhicules/jour) relie la RD 9 à la RD 29, sur le territoire communal[28].

#### Transports en commun
Beaune-la-Rolande est desservie par plusieurs lignes du réseau Rémi :
- Ligne 11 : Montargis-Pithiviers, en correspondance à la gare de Montargis ;
- Ligne 14 : Malesherbes-Montargis, en correspondance à la gare de Montargis et à la gare de Malesherbes ;
- Ligne 17 : Beaune-la-Rolande-Orléans, en correspondances à la gare d'Orléans.

### Risques naturels et technologiques
La commune de Beaune-la-Rolande est vulnérable à différents aléas naturels : climatiques (hiver exceptionnel ou canicule), mouvements de terrains ou sismique (sismicité très faible). 
Elle est également exposée à deux risques technologiques : le risque industriel et le risque de transport de matières dangereuses
. 
Entre 1989 et 2019, six arrêtés ministériels ayant porté reconnaissance de catastrophe naturelle ont été pris pour le territoire de la commune pour des mouvements de terrains.

#### Risques naturels
Le territoire de la commune peut être concerné par un risque d'effondrement de cavités souterraines non connues. Une cartographie départementale de l'inventaire des cavités souterraines et des désordres de surface a été réalisée. Il a été recensé sur la commune plusieurs effondrements de cavités.
Par ailleurs, le sol du territoire communal peut faire l'objet de mouvements de terrain liés à la sécheresse. Le phénomène de retrait-gonflement des argiles est la conséquence d'un changement d'humidité des sols argileux. Les argiles sont capables de fixer l'eau disponible mais aussi de la perdre en se rétractant en cas de sécheresse. Ce phénomène peut provoquer des dégâts très importants sur les constructions (fissures, déformations des ouvertures) pouvant rendre inhabitables certains locaux. Celui-ci a particulièrement affecté le Loiret après la canicule de l'été 2003. Une grande partie du territoire de la commune est soumis à un aléa « moyen » face à ce risque, selon l'échelle définie par le Bureau de recherches géologiques et minières (BRGM).
Depuis le 22 octobre 2010, la France dispose d’un nouveau zonage sismique divisant le territoire national en cinq zones de sismicité croissante. La commune, à l’instar de l’ensemble du département,  est concernée par un risque très faible.

#### Risques technologiques
Dans le domaine des risques technologiques, la commune est concernée par un établissement classé "site SEVESO seuil haut" de par sesactivités : la société Deret.  Cet établissement fait l’objet de l’élaboration d’un Plan de Prévention des Risques Technologiques approuvé par arrêté préfectoral.
La commune est également exposée au risque de transport de matières dangereuses, en raison du passage sur son territoire d'un itinéraire structurant supportant un fort trafic (l'autoroute A19),.

## Histoire

### Préhistoire
Des traces d'un habitat néolithique sont attestées dans les environs de la ville. Le site de Beaune-la-Rolande se trouve ensuite sur le territoire de la tribu gauloise des Sénons. 

### Antiquité
L'emplacement actuel de la ville est habité depuis l'époque gallo-romaine, comme l'atteste la découverte de squelettes, de poteries et d'objets métalliques, et se trouve à proximité de la voie César qui reliait Sens, capitale des Sénons, à Cenabum (Orléans). Les fouilles consécutives à la construction de l'autoroute A19 ont révélé une agglomération gallo-romaine d'une dizaine d'hectares, de nombreux bâtiments possédant des caves s'alignant le long d'une rue possédant trottoirs et caniveaux. Une installation thermale a aussi été fouillée à l'entrée de l'agglomération.
Selon certaines hypothèses, il pourrait s'agir de Vellaunodunum, cité assiégée par Jules César, à moins qu'il s'agisse de Montargis ou Château-Landon.

### Moyen Âge
Ville fortifiée au Moyen Âge, il subsiste encore aujourd'hui de nombreux vestiges du mur d'enceinte dont plusieurs tours et  quelques pans de mur. Une église du XIIIe siècle est encore debout de nos jours.

### Époque contemporaine

#### Guerre de 1870
Le 28 novembre 1870, au cours de la guerre franco-prussienne, près de Beaune-la-Rolande se déroule une bataille où plus de 1 800 hommes périssent, parmi lesquels le peintre Frédéric Bazille. Le prince Charles de Prusse bat le général d'Aurelle de Paladines, commandant l'armée de la Loire.

#### Seconde Guerre mondiale

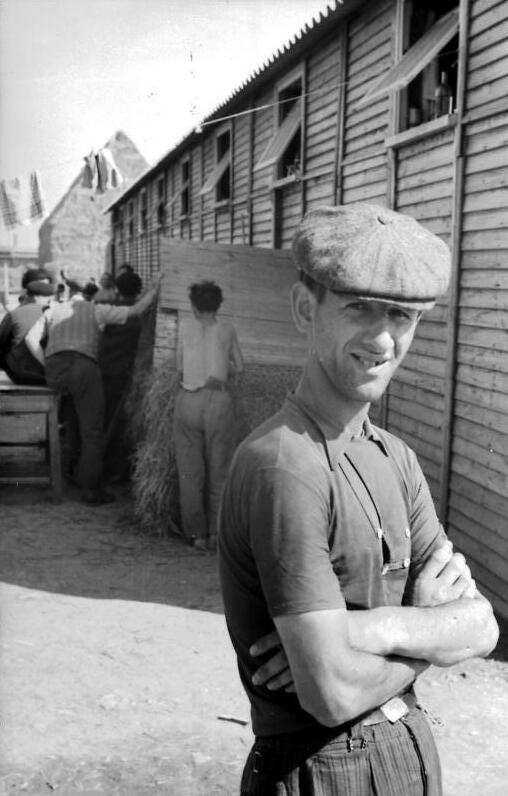
Le camp de transit de Beaune-la-Rolande.

Lors de la Seconde Guerre mondiale, Beaune-la-Rolande abrita un camp, construit en 1939 pour y enfermer les futurs prisonniers de guerre allemands. Il fut reconverti en 1940 par les Allemands en camp de prisonniers de guerre français, avant leur départ pour l'Allemagne.
Situé près du centre du village, ce camp fut reconverti en 1941 en un camp d'internement et de transit pour les Juifs. Ce camp était placé sous commandement français. Avec celui de Pithiviers, il interna près de 18 000 Juifs, dont la plus grande majorité sont des enfants qui furent ensuite, pour la plupart, déportés vers Auschwitz-Birkenau pour y être exterminés.
Le camp a été fermé le 4 août 1943 par Alois Brunner.
En 1965, à l'emplacement du camp, un monument commémoratif a été édifié.
Deux films français s'inspirent des événements survenus dans cet ancien camp : La Rafle en 2009 et Elle s'appelait Sarah en 2010. Un documentaire dédié, intitulé On n’oubliera pas. Beaune-la-Rolande 1942 a été diffusé sur France 3 en 2025.

### Héraldique
| Blason de Beaune-la-Rolande | Les armes de Beaune-la-Rolande se blasonnent ainsi : D'argent à la quintefeuille de gueules. |

## Politique et administration

### Découpage territorial

#### Bloc communal: Commune et intercommunalités
La paroisse de Beaune acquiert le statut de municipalité avec le  décret du 12 novembre 1789 de l'Assemblée Nationale puis celui de « commune », au sens de l'administration territoriale actuelle, par le décret de la Convention nationale du 10 brumaire an II (31 octobre 1793). Il faut toutefois attendre la loi du 5 avril 1884 sur l'organisation municipale pour qu'un régime juridique uniforme soit défini pour toutes les communes de France, point de départ de l’affirmation progressive des communes face au pouvoir central.
La commune de Beaune est renommée Beaune-la-Rolande par ordonnance du 27 août 1823.
La commune est membre de la Communauté de communes du Beaunois, depuis sa création le 20 décembre 1995 jusqu'en 2016, un établissement public de coopération intercommunale issue de la transformation du S.I.Vo.M de Beaune-la-Rolande, créée en mai 1959, en communauté de communes. Depuis le 1er janvier 2017, la commune est membre de la Communauté de communes du Pithiverais-Gâtinais, issue de la fusion de la communauté de communes du Beaunois, de la communauté de communes des Terres puiseautines étendue à la commune nouvelle Le Malesherbois.

#### Circonscriptions de rattachement
Sous l'Ancien Régime, à la veille des États généraux de 1789, la paroisse de Beaune-la-Rolande était rattachée sur le plan ecclésiastique à l'ancien diocèse de Sens et sur le plan administratif au bailliage de Paris, élection de Nemours.
La loi du 22 décembre 1789 divise le pays en 83 départements découpés chacun en six à neuf districts eux-mêmes découpés en cantons regroupant des communes. Les districts, tout comme les départements, sont le siège d’une administration d’État et constituent à ce titre des circonscriptions administratives. La commune de Beaune est alors incluse dans le Canton de Beaune, le district de Boiscommun et le département du Loiret.
La recherche d’un équilibre entre la volonté d’organiser une administration dont les cadres permettent l’exécution et le contrôle des lois d’une part, et la volonté d’accorder une certaine autonomie aux collectivités de base (paroisses, bourgs, villes) d’autre part, s’étale de 1789 à 1838. Les découpages territoriaux évoluent ensuite au gré des réformes visant à décentraliser ou recentraliser l'action de l'État. La régionalisation fonctionnelle des services de l'État (1945-1971) aboutit à la création de régions. L'acte I de la décentralisation de 1982-1983 constitue une étape importante en donnant l'autonomie aux collectivités territoriales, régions, départements et communes. L'acte II intervient en 2003-2006, puis l'acte III en 2012-2015.
Le tableau suivant présente les rattachements, au niveau infra-départemental, de la commune de Beaune-la-Rolande aux différentes circonscriptions administratives et électorales ainsi que l'historique de l'évolution de leurs territoires.
| Circonscription             | Nom                | Période   | Type                         | Évolution du découpage territorial |
| --------------------------- | ------------------ | --------- | ---------------------------- | --- |
| District                    | Boiscommun         | 1790-1795 | Administrative               | La commune est rattachée au district de Boiscommun de 1790 à 1795,. La Constitution du 5 fructidor an III, appliquée à partir de vendémiaire an IV (1795) supprime les districts, rouages administratifs liés à la Terreur, mais maintient les cantons qui acquièrent dès lors plus d'importance. |
| Canton                      | Beaune             | 1790-1801 | Administrative et électorale | Le 10 février 1790, la municipalité de Beaune est rattachée au canton de Beaune. Les cantons acquièrent une fonction administrative avec la disparition des districts en 1795. |
| Canton                      | Beaune             | 1801-2015 | Administrative et électorale | Sous le Consulat, un redécoupage territorial visant à réduire le nombre de justices de paix ramène le nombre de cantons dans le Loiret de 59 à 31. Beaune-la-Rolande est alors rattachée par arrêté du 9 vendémiaire an X (30 septembre 1801) au canton de Beaune,. |
| Canton                      | Malesherbes        | 2015-     | Électorale                   | La loi du 17 mai 2013 et ses décrets d'application publiés en février et mars 2014 introduisent un nouveau découpage territorial pour les élections départementales. La commune est alors rattachée au nouveau canton de Malesherbes. Depuis cette réforme, plus aucun service de l'État n'exerce sa compétence sur un territoire s'appuyant sur le nouveau découpage cantonal. Le canton a disparu en tant que circonscription administrative de l'État ; il est désormais uniquement une circonscription électorale dédiée à l'élection d'un binôme de conseillers départementaux siégeant au conseil départemental. |
| Arrondissement              | Pithiviers         | 1801-1926 | Administrative               | Beaune, puis Beaune-la-Rolande à partir de 1823, est rattachée à l'arrondissement de Pithiviers par arrêté du 9 vendémiaire an X (30 septembre 1801),. |
| Arrondissement              | Orléans            | 1926-1942 | Administrative               | Sous la Troisième République, en raison d'un endettement considérable et de l'effort nécessaire pour la reconstruction post-Première Guerre mondiale, la France traverse une crise financière. Pour réduire les dépenses de l’État, Raymond Poincaré fait voter plusieurs décrets-lois réformant en profondeur l’administration française : 106 arrondissements sont ainsi supprimés, dont ceux de Gien et de Pithiviers dans le Loiret par décret du 10 septembre 1926. Beaune-la-Rolande est ainsi transférée de l'arrondissement de Pithiviers à celui d'Orléans,.                                                  |
| Arrondissement              | Pithiviers         | 1942-     | Administrative               | La loi du 1er juin 1942 rétablit l'arrondissement de Pithiviers. Beaune-la-Rolande est alors à nouveau rattachée à l'arrondissement de Pithiviers. |
| Circonscription législative | 5e circonscription | 2010-     | Électorale                   | Lors du découpage législatif de 1986, le nombre de circonscriptions législatives passe dans le Loiret de 4 à 5. Un nouveau redécoupage intervient en 2010 avec la loi du 23 février 2010. En attribuant un siège de député « par tranche » de 125 000 habitants, le nombre de circonscriptions par département varie désormais de 1 à 21,. Dans le Loiret, le nombre de circonscriptions passe de cinq à six. La réforme n'affecte pas Beaune-la-Rolande qui reste rattachée à la cinquième circonscription. |

#### Collectivités de rattachement
La commune de Beaune-la-Rolande est rattachée au département du Loiret et à la région Centre-Val de Loire, à la fois circonscriptions administratives de l'État et collectivités territoriales.

### Politique et administration municipales

#### Conseil municipal et maire
Depuis les élections municipales de 2014, le conseil municipal  de Beaune-la-Rolande, commune de plus de 1 000 habitants, est élu au scrutin proportionnel de liste à deux tours (sans aucune modification possible de la liste),  pour un mandat de six ans renouvelable. Il est composé de 19 membres. L'exécutif communal, est constitué par le maire, élu par le conseil municipal, parmi ses membres, pour un mandat de six ans, c'est-à-dire pour la durée du mandat du conseil.
| Période                                  | Période   | Identité                           | Étiquette      | Qualité                                                                                            |
| ---------------------------------------- | --------- | ---------------------------------- | -------------- | -------------------------------------------------------------------------------------------------- |
| Les données manquantes sont à compléter. |           |                                    |                | |
| 18XX                                     | 18XX      | Charles Louis Marcille             |                | Propriétaire Conseiller général de Beaune (1833 → 1839 puis 1841 → 1844)                           |
| 18XX                                     | 18XX      | Jean Antoine Simon                 |                | |
| ?                                        | ?         | Christophe Charles Camille Gravost | Républicain    | Notaire Conseiller général de Beaune (1888 → 1907)                                                 |
| Les données manquantes sont à compléter. |           |                                    |                | |
| 1935                                     | 1940      | Paul Cabanis                       | Rad.           | Médecin Député du Loiret (1935 → 1940)                                                             |
| ?                                        | ?         | Émile Bertrand                     | UDSR puis Rad. | Entrepreneur Conseiller général de Beaune-la-Rolande (1951 → 1964)                                 |
| Maire en 1974                            | ?         | René Châtel                        | MRG            | Vétérinaire Conseiller général de Beaune-la-Rolande (1970 → 1982)                                  |
| ca. 1990                                 | juin 1995 | Camille Suttin                     |                | Trésorier payeur général                                                                           |
| juin 1995                                | mai 2020  | Claude Renucci                     | DVD            | Notaire                                                                                            |
| mai 2020                                 | En cours  | Michel Masson,                     |                | Agriculteur sur moyenne exploitation Réélu lors de l'élection municipale partielle du 26 mars 2023 |

## Équipements et services

### Environnement

#### Gestion des déchets
En  2016, la commune est membre du SITOMAP de la région Pithiviers, créé en 1968. Celui-ci assure la collecte et le traitement des ordures ménagères résiduelles, des emballages ménagers recyclables  et des encombrants en porte à porte et du verre en points d’apport volontaire. Un réseau de huit déchèteries, dont une est située sur le territoire communal, accueille les encombrants et autres déchets spécifiques (déchets verts, déchets dangereux, gravats, ferraille, cartons…). L'élimination et la valorisation énergétique des déchets ménagers et de ceux issus de la collecte sélective sont effectuées dans l'outil de traitement appelé BEGEVAL, installé à Pithiviers et géré par le syndicat de traitement Beauce Gâtinais Valorisation (BGV) qui regroupe le territoire des trois syndicats de collecte : SMETOM, SITOMAP et SIRTOMRA. Cet outil est composé d’un centre de valorisation matière qui trie les emballages issus de la collecte sélective, les journaux-magazines et les cartons de déchèteries, et d’un centre de valorisation énergétique qui incinère les ordures ménagères résiduelles et le tout-venant incinérable des déchèteries ainsi que les refus du centre de tri.
Depuis le 1er janvier 2017, la « gestion des déchets ménagers » ne fait plus partie des compétences de la commune mais est une compétence obligatoire de la communauté de communes du Pithiverais-Gâtinais en application de la loi NOTRe du 7 août 2015.

#### Production et distribution d'eau
Le service public d’eau potable est une compétence obligatoire des communes depuis l’adoption de la loi du 30 décembre 2006 sur l’eau et les milieux aquatiques. Au 31 décembre 2016, la production et la distribution de l'eau potable sur le territoire communal sont assurées par le  la commune elle-même la commune elle-même.
La loi NOTRe du 7 août 2015 prévoit que le transfert des compétences « eau et assainissement » vers les communautés de communes sera obligatoire à compter du 1er janvier 2020. Le transfert d’une compétence entraîne  de  facto la mise à disposition gratuite de plein droit des biens, équipements et services publics utilisés, à la date du transfert, pour l'exercice de ces compétences et la substitution de la communauté dans les droits et obligations des communes,.

#### Assainissement
La compétence assainissement, qui recouvre obligatoirement la collecte, le transport et l’épuration des eaux usées, l’élimination des boues produites, ainsi que le contrôle des raccordements aux réseaux publics de collecte, est assurée  par la commune elle-même.
La commune est raccordée à une station d'épuration située sur le territoire de la commune de BEAUNE LA ROLANDE Romainville, mise en service le 1er novembre 2003 et dont la capacité nominale de traitement est de  250 EH, soit 38 m3/jour. Cet équipement utilise un procédé d'épuration de type filtre à sable,.
L’assainissement non collectif (ANC) désigne les installations individuelles de traitement des eaux domestiques qui ne sont pas desservies par un réseau public de collecte des eaux usées et qui doivent en conséquence traiter elles-mêmes leurs eaux usées avant de les rejeter dans le milieu naturel. Depuis le 1er janvier 2017, la communauté de communes du Pithiverais-Gâtinais, issue de la fusion de la communauté de communes du Beaunois, de la communauté de communes des Terres puiseautines étendue à la commune nouvelle Le Malesherbois, assure le service public d'assainissement non collectif (SPANC). Celui-ci a pour mission de vérifier la bonne exécution des travaux de réalisation et de réhabilitation, ainsi que le bon fonctionnement et l’entretien des installations,.

## Population et société

### Démographie
L'évolution du nombre d'habitants est connue à travers les recensements de la population effectués dans la commune depuis 1793. Pour les communes de moins de 10 000 habitants, une enquête de recensement portant sur toute la population est réalisée tous les cinq ans, les populations de référence des années intermédiaires étant quant à elles estimées par interpolation ou extrapolation. Pour la commune, le premier recensement exhaustif entrant dans le cadre du nouveau dispositif a été réalisé en 2006.
En 2022, la commune comptait 1 991 habitants, en évolution de −0,8 % par rapport à 2016 (Loiret : +1,89 %, France hors Mayotte : +2,11 %).
| 1793  | 1800  | 1806  | 1821  | 1831  | 1836  | 1841  | 1846  | 1851  |
| ----- | ----- | ----- | ----- | ----- | ----- | ----- | ----- | ----- |
| 2 028 | 2 057 | 2 062 | 2 169 | 2 119 | 2 128 | 2 122 | 2 174 | 2 131 |

| 1856  | 1861  | 1866  | 1872  | 1876  | 1881  | 1886  | 1891  | 1896  |
| ----- | ----- | ----- | ----- | ----- | ----- | ----- | ----- | ----- |
| 2 055 | 1 987 | 1 962 | 1 818 | 1 967 | 1 874 | 1 845 | 1 792 | 1 753 |

| 1901  | 1906  | 1911  | 1921  | 1926  | 1931  | 1936  | 1946  | 1954  |
| ----- | ----- | ----- | ----- | ----- | ----- | ----- | ----- | ----- |
| 1 860 | 1 776 | 1 762 | 1 620 | 1 695 | 1 703 | 1 746 | 1 765 | 1 721 |

| 1962  | 1968  | 1975  | 1982  | 1990  | 1999  | 2006  | 2011  | 2016  |
| ----- | ----- | ----- | ----- | ----- | ----- | ----- | ----- | ----- |
| 1 758 | 1 792 | 1 929 | 1 928 | 1 877 | 2 102 | 2 073 | 1 997 | 2 007 |

| 2021  | 2022  | - | - | - | - | - | - | - |
| ----- | ----- | - | - | - | - | - | - | - |
| 1 998 | 1 991 | - | - | - | - | - | - | - |

## Patrimoine

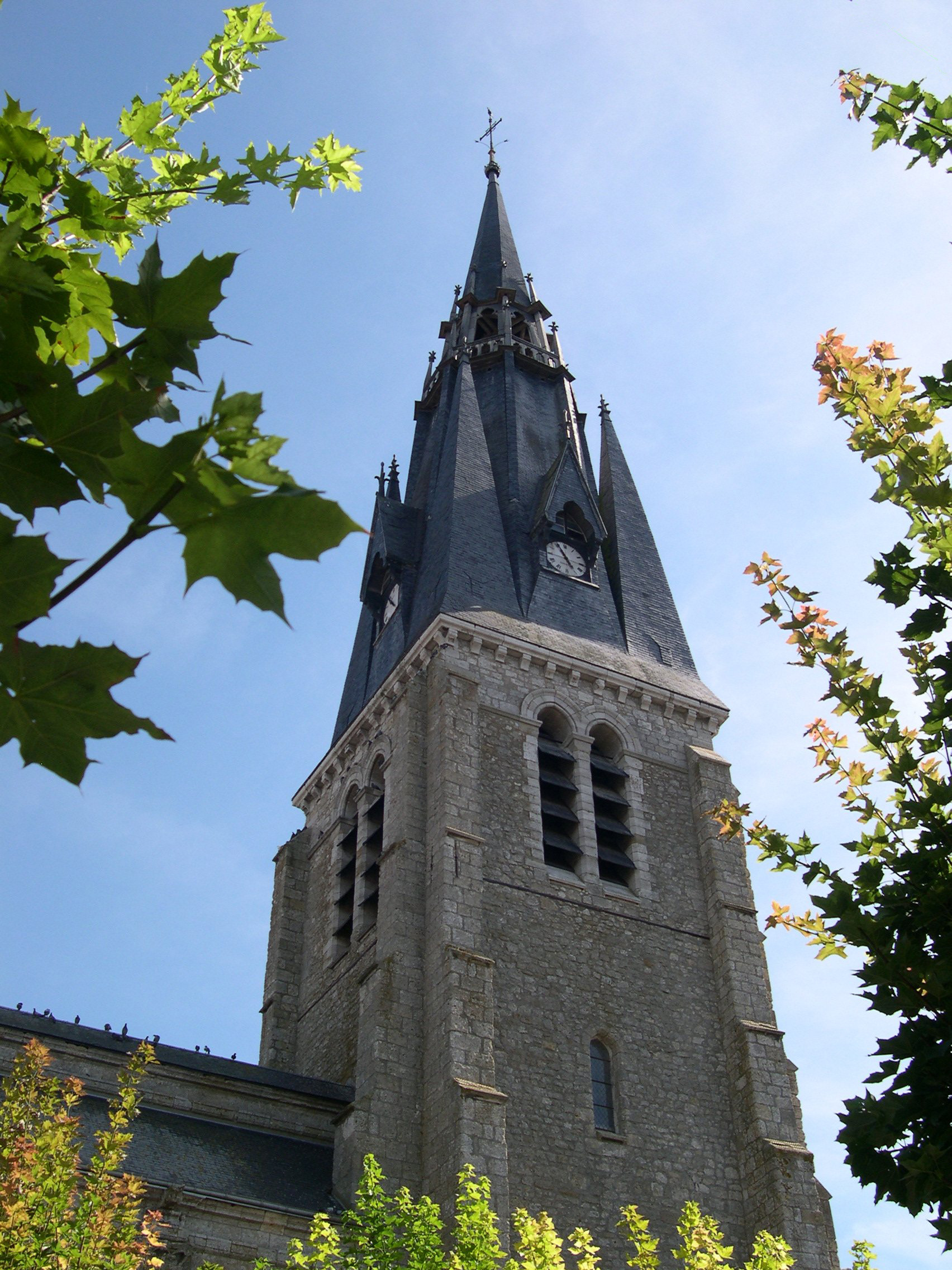
L'église Saint-Martin.

- La voie romaine de Sens à Orléans traverse la commune, où elle est dite "Voie de César".
- L'église Saint-Martin, classée Monument historique le 15 avril 1911, originellement du XIIe siècle et partiellement détruite durant la guerre de Cent Ans et dont persiste la crypte Saint Pipe[92], une façade et la tour-clocher. Elle a été reconstruite aux XVe et XVIe siècles, et la flèche rénovée en 1865[93] ;
- Le cimetière du  XVIe siècle, dont la porte est classée Monument historique en 1911[94] ;
- Les vestiges des anciennes fortifications d'agglomération[95] ;
- La croix de chemin Saint-Étienne du XIXe siècle[96] ;
- La maison du receveur de la ville de Beaune du XVIIIe siècle[97].
- Le monument commémoratif aux déportés du camp, y compris ceux de la rafle de juillet 1942.
- Le monument commémoratif à Paul Cabanis, décédé le 26 février 1944, réalisé par René Iché et inauguré par le président de l'Assemblée nationale et ancien président du Conseil Édouard Herriot.

## Culture
Le Cinémobile s'installe une fois par mois dans la commune.

## Enseignement
Beaune-la-Rolande appartient à l'académie d'Orléans-Tours et à la circonscription de Pithiviers. La commune possède une école maternelle, l'école primaire Maurice-Genevoix, le collège Frédéric-Bazille et un lycée professionnel agricole, horticole et forestier.

## Personnalité liée à la commune
- André Coudrat (1902-2012), doyen masculin de la France du 11 janvier 2011 au 3 avril 2012, a vécu à la maison de retraite de Beaune-la-Rolande.
- Le peintre Frédéric Bazille (1841-1870) y a été tué le 28 novembre 1870 lors d'une bataille. Un monument en son honneur a été dressé sur le lieu de son décès. En signe de reconnaissance, son père donna un tableau de son fils à l'église de la ville[99].